# Жак Лефевр д'Етапль
Жак Лефевр д'Етапль (фр. Jacques Lefèvre d'Étaples; справжнє ім'я Якоб Фабер; 1450(?), Етапль, Пікардія — 1536, Нерак, Аквітанія) — французький теолог, гуманіст, математик та теоретик музики. У своїх працях з теології вивів деякі положення майбутньої Реформації. Також відомий завдяки перекладу Біблії французькою мовою. Навчався та викладав у Паризькому університеті.

## Життєпис
Народився близько 1450 року в місті Етапль у Пікардії (Франція). Справжнє ім'я д'Етапля — Якоб Фабер. Батьки його були незаможними. Ще до початку навчання в Паризькому університеті був висвячений на священника. У 1486-1487 та 1492 роках побував у Італії. Під час першої подорожі він слухав лекції Івана Аргіропула, а під час другої вивчав творчість Аристотеля та Платона, побував у Флоренції, Римі та Венеції. Згодом повернувся до Франції, де почав викладати у Паризькому університеті, де колись навчався. Відомими учнями Лефевра д'Етапля були Франсуа Ватабль, Маргарита Наваррська, Шарль де Бовель та Гійом Фарель.
У 1507 році оселився у абатстві Сен-Жермен-де-Пре. Вважається, що після цього він почав вивчати теологію та писати праці з цієї науки.
У 1512 році Лефевр д'Етапль почав перекладати Біблію французькою мовою.
Роботи д'Етапля з теології зазнали критики, ставлення до нього іноді було вороже, проте все ж король Франциск І захистив та підтримав його. У 1525 році король потрапив у полон в ході битви при Павії. Тоді за наказом парламенту д'Етапля засудили, а його роботи визнали єретичними. Проте з поверненням Франциска І з полону ув'язнення д'Етапля закінчилося. Вже у 1526 році був призначений королівським бібліотекарем.
У 1530 році д'Етапль оселився у Наваррі, де правила його колишня учениця Маргарита Наваррська. При її дворі у Нераці він жив до кінця життя. У тому ж 1530 році було видано повне французькомовне видання Біблії.
До кінця життя д'Етапль залишався формально католиком, проте не приховував прихильність до реформаційних ідей Мартіна Лютера. Помер Лефевр д'Етапль у 1536 році.

## Роботи
- Paraphrases of the Whole of Aristotle's Natural Philosophy [Johannes Higman:] Parisii, 1492
- Introduction to the Metaphysics (1494)
- Introduction to the Nicomachean Ethics (1494)
- Logical Introductions (1496)
- Politics (1506)
- Psalterium quintuplex ; gallicum, romanum, hebraicum, vêtus, conciliatum
- Commentaires sur saint Paul, avec une nouvelle traduction latine
- Commentaires sur les Évangiles
- Commentaires sur les épitres canoniques
- Traduction française du Nouveau Testament
- Exhortations en français sur les évangiles et les épitres des dimanches
- Musica libris demonstrata quattuor
- Arithmetica decem libris demonstrata
- Traduction latine des livres de la foi orthodoxe de saint Jean de Damas
- De Maria Magdalena
- Rithmimachie ludus, qui et pugna numerorum appellatur